# Willem de Vlam
Willem de Vlam (1976) is een Nederlandse toneelschrijver. Hij groeide op in Amsterdam en studeerde Rechten en Theaterwetenschap aan de Universiteit van Amsterdam. Na tijdens zijn studie al toneelstukken en musicals te hebben geschreven voor het studententheater, richtte hij 2005 samen met Tom Helmer Toneelgroep Opium voor het Volk op. Dit gezelschap produceerde het grootste deel van zijn teksten, die veel in Amsterdam en andere prominente theaters in Nederland werden uitgevoerd. Daarnaast schreef hij voor Bellevue Lunchtheater en theatergroep Suburbia.